# Łukasz Zakrzewski
Łukasz Zakrzewski (ur. 6 grudnia 1984 w Mrągowie) – polski żeglarz, żeglarz lodowy – mistrz świata i Europy.
Mieszka w Mikołajkach i należy do klubu MKŻ Mikołajki. Wielokrotny medalista mistrzostw świata i europy w bojerach w kl. Wielokrotny medalista mistrzostw Polski i Świata w młodszych kategoriach: „Ice Opti”, „Junior Młodszy” oraz „Junior”.
Zaczynał w klasie Optimist w 1992, a zimą zaczął przygodę z „Ice optimist”. W 1999 przesiadł się na „DN”-a i startował w kategorii junior młodszy. Teraz ściga się w kategorii seniorów, a latem żegluje regatowo w klasie „Omega”.
Odznaczony Złotym Krzyżem Zasługi przez Prezydenta RP Bronisława Komorowskiego (2010). Laureat plebiscytu na Żeglarza Roku 2020 r. – wybrany głosami internautów w plebiscycie magazynu „Wiatr”

## Osiągnięcia

### bojery–DN

#### Mistrzostwa Świata
| Rok  | Medal  | Miejsce regat   | Kraj    | Startujących |
| 2006 | Srebro | Motala          | Szwecja | 145          |
| 2008 | Srebro | Lipno           | Czechy  | 143          |
| 2010 | Brąz   | Neusidler       | Austria |              |
| 2011 | Brąz   | Senachwine Lake | USA     |              |
| 2018 | Brąz   | Wielimie        | Polska  | 156          |
| 2020 | Złoto  | Orsa            | Szwecja | 137          |
| 2023 | Brąz   | jezioro Kegonsa | USA     | 105          |
| 2024 | Srebro | Zatoka Ryska    | Estonia | 149          |
| 2025 | Srebro | Winnebago Lake  | USA     | 101          |

#### Mistrzostwa Europy
| rok  | medal  | miejsce regat    | kraj      |
| 2009 | Srebro | Sankt Petersburg | Rosja     |
| 2011 | Srebro | Kuressaare       | Estonia   |
| 2015 | Brąz   | Vortsjarv        | Estonia   |
| 2017 | Brąz   | Balaton          | Węgry     |
| 2022 | Złoto  | Storsjoen        | Norwegia  |
| 2024 | Srebro | Parnu            | Estonia   |
| 2025 | Brąz   | Sakyla           | Finlandia |

- 3. miejsce w Mistrzostwach Europy w kl. „DN” (Finlandia) 2025
- 3. miejsce w Mistrzostwach Ameryki Północnej w kl. „DN” (USA) 2025
- 2. miejsce w Mistrzostwach Świata w kl. "DN" (USA) 2025
- 1. miejsce w międzynarodowych Mistrzostwach Estonii w kl. "DN" (Estonia) 2024
- 1. miejsce w międzynarodowych Mistrzostwach Polski w kl. "DN" (Litwa) 2024
- 2. miejsce w Mistrzostwach Europy w kl. „DN” (Estonia) 2024
- 2. miejsce w Mistrzostwach Świata w kl. "DN" (Estonia) 2024
- 1. miejsce w międzynarodowych Mistrzostwach Polski w kl. "DN" (Litwa) 2023
- 4. miejsce w Mistrzostwach Europy w kl. "DN" (Litwa) 2023
- 3. miejsce w Mistrzostwach Świata w kl. "DN" (USA) 2023
- 1. miejsce w międzynarodowych  Mistrzostwach Szwecji w kl. DN 2023
- 1. miejsce w Mistrzostwach Europy w kl. „DN” (Norwegia) 2022[7]
- 4. miejsce w Mistrzostwach Świata w kl. „DN” (Norwegia) 2022[8]
- 3. miejsce w Międzynarodowych Mistrzostwach Polski w kl. DN 2022[9]
- 1. miejsce w międzynarodowych Mistrzostwach Szwecji 2021[10]
- 1. miejsce w Mistrzostwach Świata w kl. „DN” (Szwecja) 2020[11]
- 2. miejsce w międzynarodowych Mistrzostwach Szwecji 2019
- 2. miejsce w międzynarodowych Mistrzostwach Polski w kl. „DN” 2019
- 4. miejsce w Mistrzostwach Europy w kl. „DN” (Polska) 2019
- 1. miejsce w Międzynarodowych Mistrzostwach Rosji w kl. „DN” (Bajkał) 2018
- 2. miejsce w Mistrzostwach Azji w kl. „DN” (Rosja – Bajkał) 2018
- 4. miejsce w Mistrzostwach Europy w kl. „DN” (Polska) 2018
- 3. miejsce w Mistrzostwach Polski w kl. „DN” 2018
- 3. miejsce w Mistrzostwach Europy w kl. „DN” (Węgry) 2017
- 1. miejsce w międzynarodowych Mistrzostwach Węgier w kl. „DN” 2017
- 1. miejsce w międzynarodowych Mistrzostwach Szwecji w kl. „DN” 2016
- 4. miejsce w Mistrzostwach Świata w kl. „DN” (Szwecja) 2016
- 3. miejsce w Mistrzostwach Europy w kl. „DN” (Estonia) 2015
- 3. miejsce w międzynarodowych Mistrzostwach Estonii w kl. „DN” 2015
- 2. miejsce w międzynarodowych Mistrzostwach Austrii w kl. „DN” 2014
- 3. miejsce w międzynarodowych Mistrzostwach Polski w kl „DN” 2013
- 3. miejsce w Mistrzostwach Polski w kl. „DN” 2012
- 2. miejsce w Mistrzostwach Europy w klasie DN (Estonia, 2011)
- 3. miejsce w Mistrzostwach Świata w kl. „DN” (USA) 2011
- 1. miejsce w Mistrzostwach Szwecji w kl. „DN” 2010
- 1. miejsce w Mistrzostwach Węgier w kl. „DN” 2010
- 3. miejsce w Mistrzostwach Świata w kl. „DN” (Austria) 2010
- 2. miejsce w Mistrzostwach Europy w kl. „DN” (Rosja) 2009
- 2. miejsce w Mistrzostwach Świata w kl. „DN” (Polska, Czechy) 2008
- 2. miejsce w Mistrzostwach Świata w kl. „DN” (Niemcy, Szwecja) 2006
- 2. miejsce w Mistrzostwach Polski Juniorów w kl. „DN” 2005
- 4. miejsce w Mistrzostwach Świata i Europy Juniorów w kl „DN” (Polska) 2005
- 3. miejsce w Mistrzostwach Polski Juniorów w kl. „DN” 2004
- 2. miejsce w Mistrzostwach Polski Juniorów w kl. „DN” 2003
- 2. miejsce w Mistrzostwach Świata i Europy Juniorów w kl. „DN” (Estonia) 2003
- 5. miejsce w Mistrzostwach Świata Juniorów w kl. „DN” (Estonia) 2002
- 3. miejsce w Mistrzostwach Polski Juniorów w kl. „DN” 2002
- 1. miejsce w Mistrzostwach Polski Juniorów Młodszych w kl. „DN” 2001
- 1. miejsce w Mistrzostwach Polski Juniorów Młodszych w kl. „DN” 1999
- 2. miejsce w Mistrzostwach Polski w kl. „Ice Optimist” 1998
- 1. miejsce w Mistrzostwach Polski w kl. „Ice Optimist” 1997

### Żeglarstwo

#### Omega
- 1. miejsce w Grand Prix Intercomerce w Mikołajkach w kl. „Omega” 2002
- 3. miejsce w Grand Prix Intercomerce w Mikołajkach w kl. „Omega” 2003
- 2. miejsce w Grand Prix Intercomerce w Mikołajkach w kl. „Omega” 2004
- 3. miejsce w Grand Prix Intercomerce w Mikołajkach w kl. „Omega” 2005
- 1. miejsce w Grand Prix Intercomerce w Mikołajkach w kl. „Omega” 2006
- 2. miejsce w Grand Prix Intercomerce w Mikołajkach w kl. „Omega” 2007
- 1. miejsce w Grand Prix Intercomerce w Mikołajkach w kl. „Omega” 2008
- 1. miejsce w Grand Prix Intercomerce w Mikołajkach w kl. „Omega” 2009
- 1. miejsce w Grand Prix Intercomerce w Mikołajkach w kl. „Omega” 2010
- 1. miejsce w Grand Prix Intercomerce w Mikołajkach w kl. „Omega” 2011
- 1. miejsce w Grand Prix Intercomerce w Mikołajkach w kl. „Omega” 2012
- 1. miejsce w Grand Prix Intercomerce w Mikołajkach w kl. „Omega” 2013
- 1. miejsce w Grand Prix Intercomerce w Mikołajkach w kl. „Omega” 2014
- 1. miejsce w Grand Prix Intercomerce w Mikołajkach w kl. „Omega” 2016
- 1. miejsce w Grand Prix Intercomerce w Mikołajkach w kl. „Omega” 2017
- 1. miejsce w Grand Prix Intercomerce w Mikołajkach w kl. „Omega” 2018